# Hogar ancestral
Hogar ancestral (en chino, 籍貫, 祖籍 o 老家; pinyin, jíguàn, zǔjí o lǎojiā) es en la cultura china el lugar de origen de la familia extendida de una persona. Puede ser el lugar donde la persona nació, o no. Por ejemplo, el premio Nobel en Física Tsung-Dao Lee nació en Shanghái, China, pero su ciudad natal figura como Suzhou.
- Datos: Q3237789